# Benet (Francia)
Benet è un comune francese di 3 759 abitanti situato nel dipartimento della Vandea nella regione dei Paesi della Loira.

## Società

### Evoluzione demografica
Abitanti censiti